# Chen Chien-jen
Chen Chien-jen (en chino tradicional, 陳建仁; pinyin, Chén Jiànrén; pe̍h-ōe-jī, Tân Kiàn-jîn, nacido el 6 de junio de 1951) es un político taiwanés que se desempeñó como primer ministro de la República de China desde enero de 2023 hasta mayo de 2024, anteriormente fue vicepresidente de la República de China desde el 20 de mayo de 2016 hasta el 20 de mayo de 2020. Es epidemiólogo de profesión y fue vicepresidente de la Academia Sinica, la institución científica más importante de la isla. Él es también miembro de la Junta de Síndicos de la Universidad Católica Fu Jen y fue profesor de la cátedra Robert J. Ronald de Fu Jen.

## Biografía
Chen estudió en la Universidad de Taiwán, y recibió su doctorado en la Universidad Johns Hopkins.

## Carrera política
Chen sirvió como Ministro de Salud y Bienestar de Taiwán desde 2003 a 2005 y Ministro del Consejo Nacional de Ciencias (hoy Ministerio de Ciencias y Technología) de Taiwán) desde 2006 a 2008.

### Elección presidencial y vicepresidencial de 2016
El 16 de noviembre de 2015, Chen fue confirmado como compañero de boleta de Tsai Ing-wen en las Elecciones generales de 2016 luego de especulaciones el mismo mes. Chen es el primer vicepresidente católico electo en Taiwán. El 16 de enero de 2016, Tsai y Chen ganaron las elecciones de manera arrolladora. Ambos tomarán posesión el 20 de mayo de 2016.

## Reconocimientos
- 2005 Premio Presidencial de Ciencia (Ciencias de la Vida)[8]
- 2009 Oficial de la Orden de las Palmas Académicas (Francia)[8]
- 2020 Doctorado honorario de la Universidad Nacional Sun Yat-sen[9]